# 供應鏈安全
供應鏈安全（Supply chain security）是指有關供應鏈或是價值鏈的安全，也包括全球貨物的運輸系統以及物流系統的安全性，目的是要「促進合法的貿易」。主要作法是將因為恐怖主義、海盜及竊賊等威脅引發的安全需求，結合到供應鏈管理的實務中。
典型的供應鏈安全活動有：
- 供應鏈廠商的資格認證
- 運送貨物的掃描並且驗證
- 主動通知目的地國家所運送貨物的內容
- 確保貨物在運送過程的安全性，例如運送時上鎖或使用防篡改密封（英语：tamper-proof seal）
- 貨物入境時檢查貨物。

## 簡介
美國的國家情報總監辦公室表示：「對手利用供應鏈的漏洞竊取美國的智慧財產權、破壞我們的軟體、監視我們的基礎建設措施，同時進行其他惡意的活動。他們滲透了大家所信賴的供應商，針對政府、企業及個人每天會使用的設備、系統及資訊進行破壞。」。
地區的警察部門多半沒有資源可以處理和供應鏈安全有關的事件。

## 歷史
九一一袭击事件對現代的供應鏈安全有決定性的影響。九一一之前主要只有保險業以及風險管理的產業會關注的供應鏈安全，九一一後就有許多有關供應鏈安全的結構性研究。早期的研究主要關注利用海運來運送會造成大規模破壞的武器，2001年至2006年關注貨物和船舶本身的安全，2012年後因為大家開始注意網路威脅，供應鏈安全也開始轉向網路安全
美國總統乔·拜登在2021年2月時，將供應鏈安全列為施政重點之一。

### 重要方案
目前世界上已有許多有關供應鏈安全的方案，包括：
- 海關商貿反恐聯盟（英语：Customs Trade Partnership against Terrorism）（C-TPAT），為了提昇供應鏈的安全性，由企業組成的自願性合規計劃[6]。
- 商業營運安全計畫（Operation Safe Commerce，OSC），是美國聯邦的計劃，針對提昇國際貨櫃船安全性的實務、政策及程序，進行測試以及評估[7]。
- 世界海關組織（WCO）在2005年推動全球貿易安全與便捷化標準架構（the Framework of Standards to Secure and Facilitate Global Trade），其中有許多有關海關管理的供應鏈安全標準，其中也包括了安全認證優質企業（英语：authorized economic operator）（AEO）計劃。
- 貨櫃安全計劃（英语：Container Security Initiative）（CSI）是美國國土安全部的海關及邊境保衛局的計劃，主要在外國港口篩檢貨櫃。
- 全球貨櫃管制方案（Global Container Control Programme，CCP）是由聯合國毒品和犯罪問題辦公室（UNODC）和世界海關組織聯合的方案，是要在全球特定的港口建立有效的貨櫃管制，目的是避免毒品、化學物質或是其他違禁品的偷運，並且透過加強海關、貿易體及各執法單位的合作來促進貿易。
- 美國全球貿易大會（英语：Global Trade Exchange），是美國國土安全部的数据挖掘計劃，是要蒐集有關出貨量的經濟資訊，目的是確保貨物運送的安全性。
- 有些公司提出了前導計劃，利用像是RFID及GPS之類的技術，追蹤和監控全球貨櫃運輸（英语：Containerization）的安全性。
- BSI集團每年會針對供應鏈風險暴露的程度發佈報告，識別並且更新主要的供應鏈安全問題。2020年的報告中，格外關注的是非法毒品貿易、藥物及醫療補給物資的遭竊、以及越來越多在倉庫以及設施內的盜竊事件[8]
- 國際標準組織（ISO）已發佈一系列有關供應鏈安全建立及管理的標準。ISO/PAS 28000（英语：ISO/PAS 28000）《供應鏈安全管理系統規範》（Specification for Security Management Systems for the Supply Chain）提供了公營及私有組織國際性的高層管理標準，讓組織可以用全球一致的管理方式來建立供應鏈安全的方案。ISO/IEC 20243是開放可信技術供應商標準（英语：Open Trusted Technology Provider Standard）（O-TTPS），其中也提到了供應鏈安全以及安全工程。
- 2010年在里斯本舉行的歐美峰會，強調在大西洋兩岸的公民都需要「可以帶來更富裕，更安全的國際夥伴」[9]，提供了美歐跨大西洋貿易投資夥伴協定（英语：-{[[:en:[Transatlantic Economic Council|[Transatlantic Economic Council]]}-）的基礎，而2010年12月的會議也有協定「深化大西洋兩岸供應鏈安全政策的合作」[10]。
- 資訊技術安全評估共同準則（Common Criteria，CC）在EAL 4的層級中，也增加針對IT產品供應鏈安全性的必要評估。

## 國際協議
- 在國際上簽署了國際船舶與港口設施保全章程（ISPS Code），是由國際海事組織中的148個成員國所簽署。
- 歐盟和加拿大政府在2013年3月簽署了《關於供應鏈安全相關事項的海關合作協議》（Agreement on Customs Cooperation with Respect to Matters Related to Supply-Chain Security）[1]。

## 供應鏈資安
供應鏈資安是供應鏈安全的一部份，關注傳統供應鏈的數位層面，也關注電子商品及數位商品供應鏈的安全性。